# Ян Провост

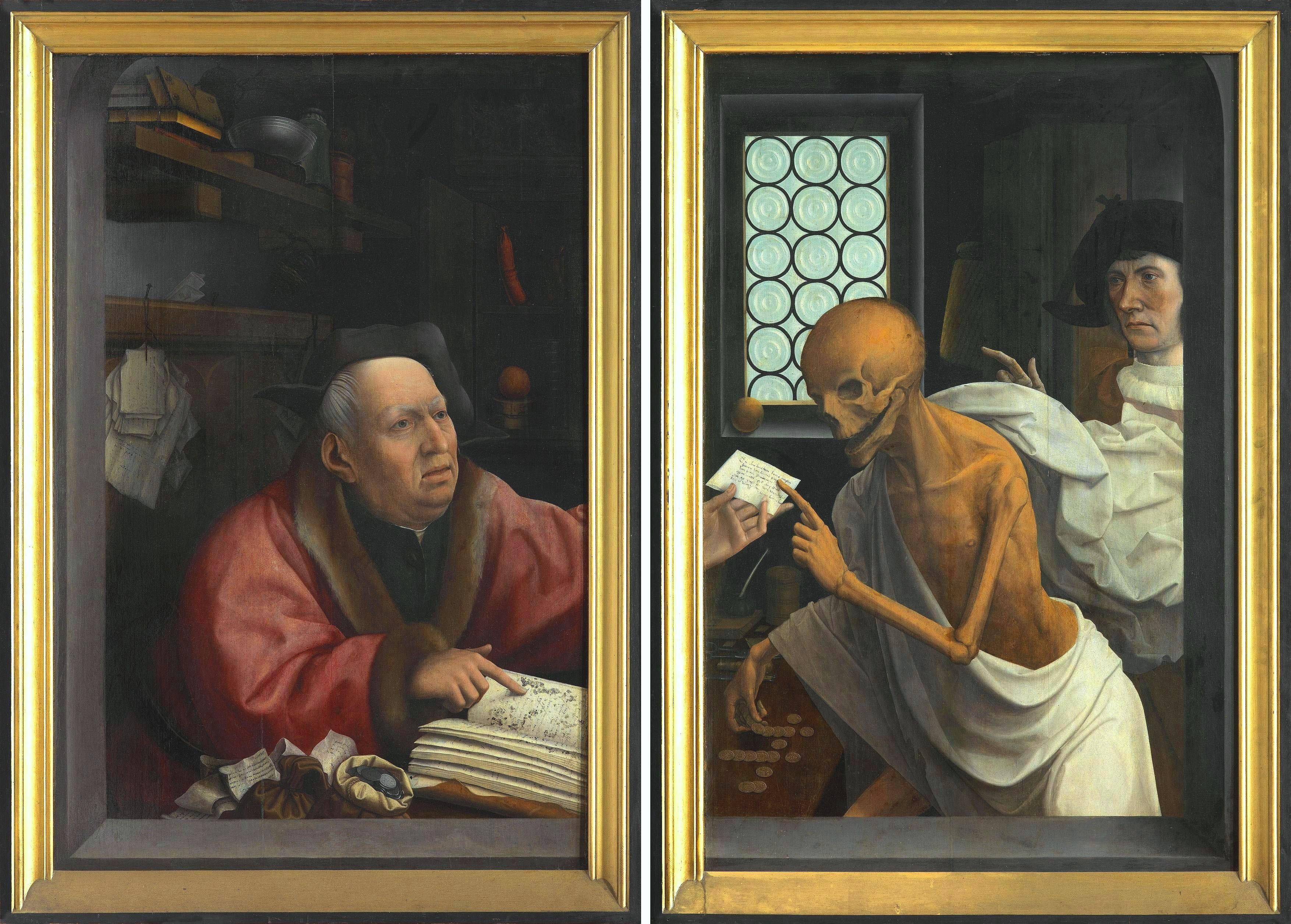
Ян Провост. Скупий і Смерть. Музей Грунінге (Брюгге)

Ян Провост (нід. Provoost, Provost, близько 1465, Монс — січень 1529, Брюгге) — фламандський живописець; представник ранньої нідерландської школи живопису .

## Нарис життєпису та творчості
У зрілі роки працював одночасно у двох майстернях — одна у Брюгге (громадянство з 1494), інша в Антверпені, де близько 1520 року познайомився з Альбрехтом Дюрером (анонімний портрет Дюрера, який зберігається в Національній галереї Лондона, як вважають, належить Провосту). Був одружений із вдовою художника і мініатюриста Симона Марміона, яка після смерті чоловіка одержала чималий спадок.
У картинах Провоста на духовні сюжети відзначають стилістичний вплив Герарда Давіда і Ганса Мемлінга . Єдине полотно, щодо якого авторство Провоста документально засвідчено, — «Страшний суд» (написане для ратуші Брюгге в 1525 році). Ідентифікації інших засновані на непрямих свідченнях і дослідженнях вчених, як, наприклад, «Розп'яття» з церкви в селі Koolkerke. У деяких роботах Провоста присутні алегоричні фігури / предмети і загадкові ребуси, як, наприклад, «Череп у ніші» на звороті диптиха «Несення Хреста». Найбільш представницька колекція картин Провоста знаходиться в Музеї Грунінге (Брюгге).

## Вибрані праці
- Розп'яття, бл. 1500 (Музей Грунінге)
- Страшний суд (для ратуші Брюгге, 1525; Музей Грунінге)
- Скнара і Смерть (Музей Грунінге)
- Дарувальник зі св. Миколаєм і його дружина зі св. Годеліною (Музей Грунінге)
- Несення Хреста, бл. 1522 (диптих з дарувальником на другий стулці і розписаним реверсом; Госпіталь Св. Іоанна, Брюгге)
- Покаяння св. Єроніма (Музей старовинного мистецтва, Брюссель)
- Мучеництво св. Катерини (Королівський музей витончених мистецтв, Антверпен)
- Марія в славі, 1524 (Ермітаж, Санкт-Петербург)
- Мадонна з Немовлям (Ермітаж, Санкт-Петербург)
- Мадонна з Немовлям (Національна галерея Лондона ; авторство заперечується)
- Страшний суд (Інститут мистецтв, Детройт)
- Розп'яття, бл. 1495 (Метрополітен-музей, Нью-Йорк)
- Іоанн Хреститель і канонік (Музей витончених мистецтв, Валансьєнн)
- Авраам, Сара і ангел (Лувр, Париж)
- Алегорія християнства (ін. назва: фр. Le Cosmos sous l'oeil et dans la main de Dieu..), 1510—1515, Лувр, Париж
- Триптих парафіяльної церкви Кальєта (Музей церковного мистецтва, Мадейра)
- Св. Марія Магдалина (Музей церковного мистецтва, Мадейра)
- Триптих «Богородиця милості» (Національний музей старовинного мистецтва, Лісабон)
- Мадонна, хлопчик і два ангели (Будинок-музей Єви Клабін, Ріо-де-Жанейро, Бразилія)

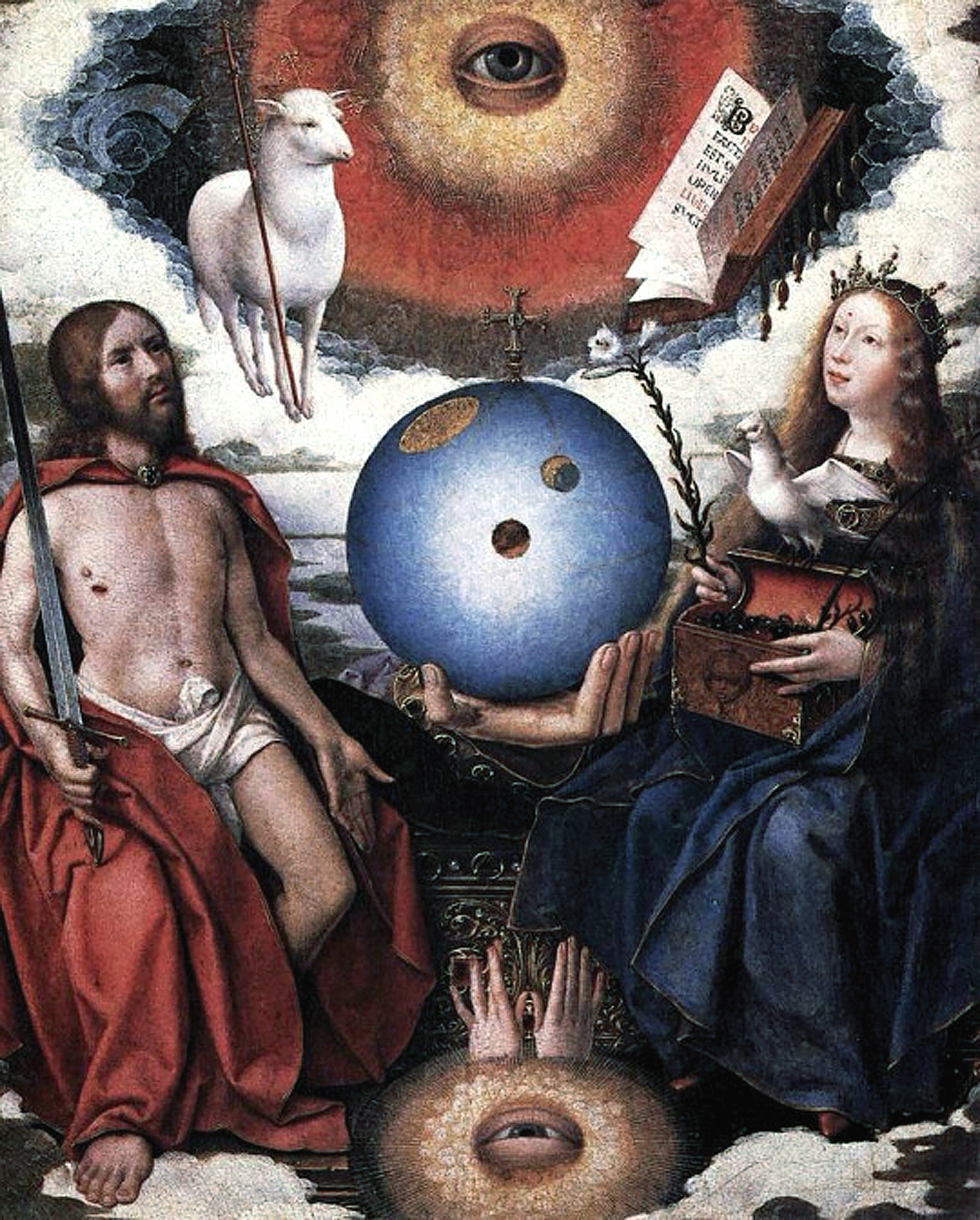
Алегорія християнства
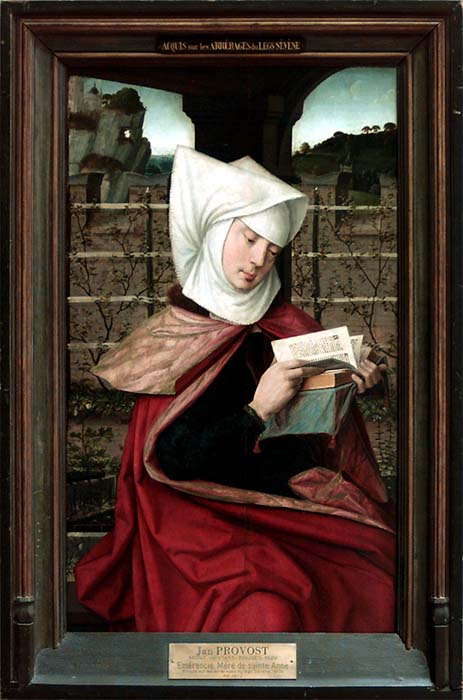
Свята Емеренція
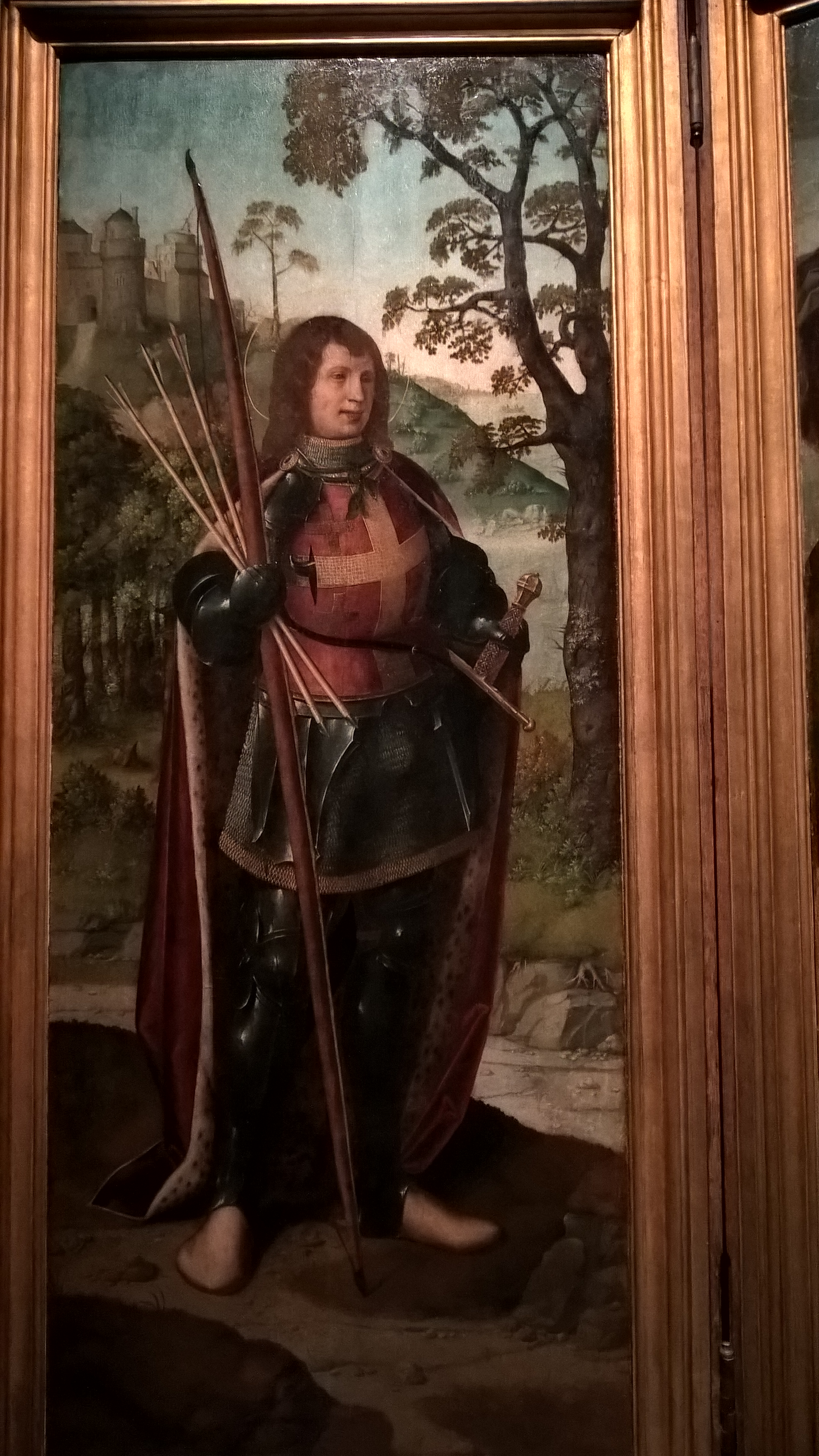
Святий Себастьян
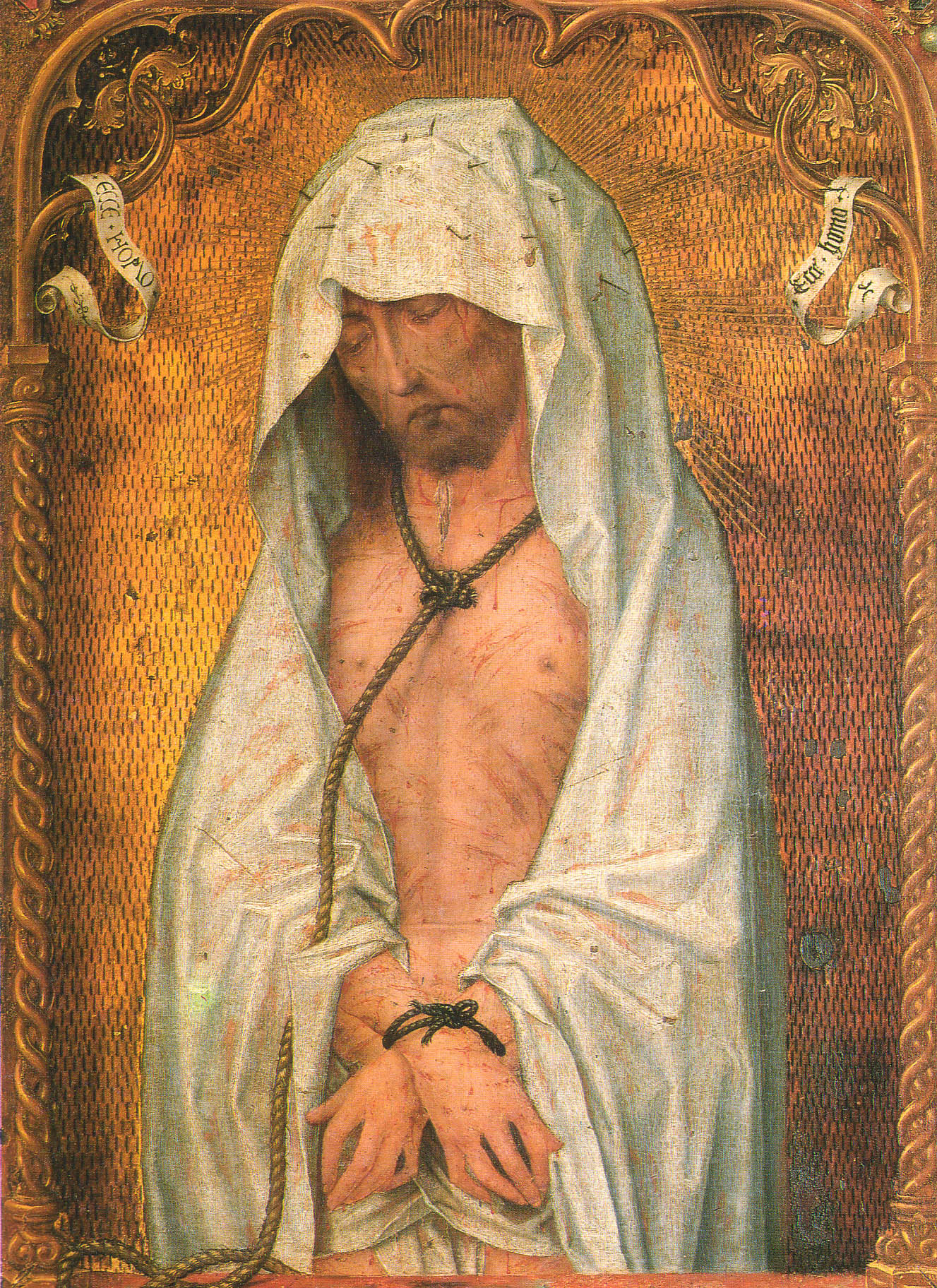
Ecce Homo
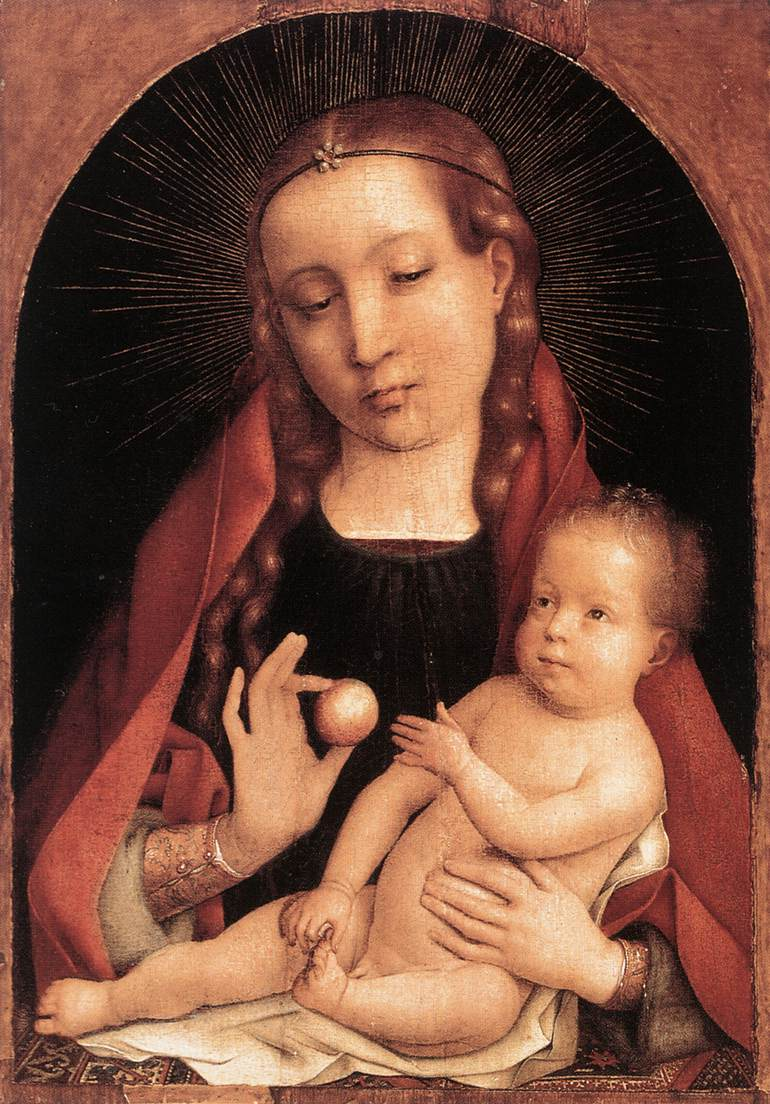
Мадонна з Дитиною
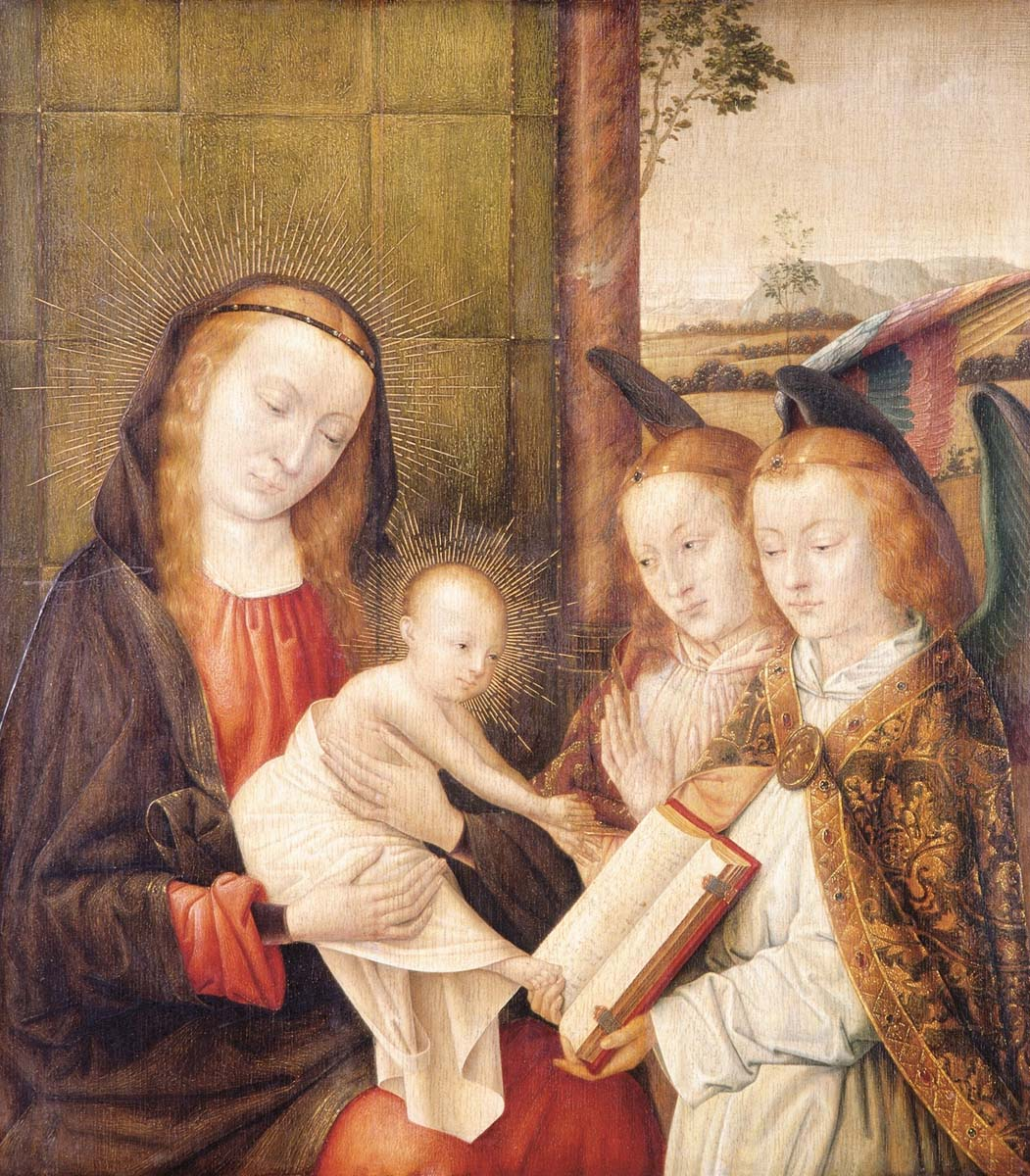
Мадонна, хлопчик і два ангели